# Ronald Sanders (diplomaat)
Sir Ronald Sanders (Guyana, 26 januari 1948) is een diplomaat, journalist en wetenschapper uit Antigua en Barbuda.

## Biografie
Sinds 2015 is ambassadeur bij de Verenigde Staten en bij de Organisatie van Amerikaanse Staten (OAS). Hier is hij rond 2025 de deken van het corps diplomatique.
Sinds 2017 is hij ook niet-residered High Commissioner in Canada. Een High Commissioner is vergelijkbaar met een ambassadeur van met het thuisland en residentieland in het Gemenebest van Naties. Hij was tweemaal High Commissioner van Antigua in het Verenigd Koninkrijk (1983-1987, 1996-2004) en tevens ambassadeur en onderhandelaar bij de Wereldhandelsorganisatie (WTO) (1997-2004). Hij was lid en rapporteur van de Commonwealth Eminent Persons Group (2010-2011). Ook was hij de kandidaat van Antigua en Barbuda voor het secretariaat van het Gemenebest bij de verkiezingen tijdens de Commonwealth Heads of Government Meeting in 2015.
Sanders is hoofdonderzoeker aan het Institute of Commonwealth Studies van de Universiteit van Londen en spreekt op conventies en conferenties over mondiale financiële dienstverlening en over de positie van Caribische staten binnen de politieke economie van Amerika en het Gemenebest.

## Onderscheiding
Koningin Elizabeth II verleende hem in 2002 de Britse riddertitel van Ridder Commandeur in de Orde van Sint Michaël en Sint George.